# Apollonio di Tiana
Apollonio di Tiana (in greco antico: Απολλώνιος Τυανεύς?, Apollónios Tyanéus; in latino Apollonius Tyaneus; Tiana, 40 circa – 120 circa) è stato un filosofo greco antico.
Seguì la corrente del neopitagorismo, e fu insegnante e asceta del I secolo.

## Biografia
Nacque a Tiana, in Cappadocia, allora provincia dell'Impero romano. La sua data di nascita non è nota con esattezza: alcune fonti la collocano nei primi anni del I secolo, altre intorno al 40.
È noto soprattutto a causa della controversa biografia compilata dallo scrittore Flavio Filostrato, che assecondò la richiesta dell'imperatrice Giulia Domna, partendo da una collezione di scritti del discepolo Damis, uno scriba siriano che avrebbe seguito Apollonio nei suoi viaggi, tra cui quello in India.
A lui il biografo Flavio Filostrato attribuisce molti miracoli affini a quelli che i Vangeli attribuiscono a Gesù Cristo. Queste ultime considerazioni offrono una lettura forzata e acritica delle fonti relative ad Apollonio, e in particolare della Vita di Apollonio scritta da Filostrato. Apollonio era un filosofo pitagorico e la sua biografia – nella versione di Filostrato, l'unica pervenuta – contiene in dettaglio gli elementi caratteristici del Bios Pythagorikòs, come è tramandato dalle due principali opere su Pitagora: la prima ad opera di Porfirio, Vita Pythagorae, e la seconda, De Vita Pythagorica Liber, di Giamblico di Calcide. Il vegetarianismo, i miracoli, la pratica del silenzio per alcuni anni al fine di essere ammessi alla scuola sono alcuni dei tratti caratteristici della scuola pitagorica. A ciò si aggiunga l'uso del lino per i capi di vestiario, onde evitare di usare pellami o lana di origine animale, e il rifiuto di compiere sacrifici cruenti. È probabile che una perduta Vita di Pitagora scritta da Apollonio di Tiana sia fonte di Giamblico, come appare da alcune citazioni presenti nella Vita giamblichea (Iambl., V.P., 254-264) e in Porfirio (V.P., 2), ma fonti più antiche, quali Aristosseno di Taranto ed Aristotele, attestano l'autenticità di tali aspetti dello stile di vita pitagorico. Si consideri che Apollonio era un filosofo itinerante, un fenomeno molto comune nel mondo greco. Il paragone con figure del mondo cristiano è senza alcun fondamento documentario e costituisce un illegittimo tentativo di "cristianizzare" la cultura greca.

### Fatti storici
Ad eccezione dell'iscrizione di Adana del III o IV secolo d.C., poco si può ricavare da fonti diverse da Filostrato. L'iscrizione di Adana è stata tradotta da C.P. Jones come: «Quest’uomo, che porta il nome di Apollo e che risplende da Tyana, ha estinto le colpe degli uomini. La tomba di Tyana (accolse) il suo corpo, ma in verità il cielo lo accolse perché scacciasse i dolori degli uomini (o: scacciasse i dolori dagli uomini)». Si pensa che sia stato portato dalla Cilicia. Tuttavia, Miroslav Marcovich traduce una parte del testo come: «Certo, Apollonio era nato a Tyana, ma la verità completa è che era un saggio e guaritore mandato dal cielo, un nuovo Pitagora».
Come ha detto James Francis, «il massimo che si può dire… è che Apollonio sembra essere stato un asceta/filosofo/operatore di prodigi errante di un tipo comune alla parte orientale del primo impero». Ciò che possiamo supporre con certezza è che fosse effettivamente un pitagorico e che, in quanto tale, in conformità con la tradizione pitagorica, si opponesse ai sacrifici animali e vivesse con una dieta frugale e strettamente vegetariana. Un'opinione minimalista è che egli abbia trascorso tutta la sua vita nelle città della sua nativa Asia Minore (Turchia) e della Siria settentrionale, in particolare la sua città natale Tyana, Efeso e Antiochia, anche se le lettere suggeriscono viaggi più ampi e non sembra esserci motivo di negare che, come molti filosofi erranti, abbia almeno visitato Roma. Per quanto riguarda le sue convinzioni filosofiche, abbiamo un interessante frammento, probabilmente autentico, di uno dei suoi scritti (Sui sacrifici), in cui esprime il suo punto di vista secondo cui Dio, che è l'essere più bello, non può essere influenzato da preghiere o sacrifici e non desidera essere adorato dagli uomini, ma può essere raggiunto con una procedura spirituale che coinvolge il nous (intelletto), perché egli stesso è puro nous, e il nous è la più grande facoltà dell'umanità.

### Miracoli
Apollonio avrebbe condotto una vita ascetica secondo la dottrina pitagorica, osservando un periodo di silenzio di cinque anni, praticando il celibato e vestendo abiti di lino. Rifiutava gli abiti in pelle e si asteneva dalla carne, reputandola impura, considerando puro tutto quel che la terra produce direttamente. Morì sotto l'imperatore Nerva. Filostrato gli attribuisce l'ascensione al cielo.
Venne accusato di essere mago e per ciò fu perseguitato da Domiziano insieme ad altri filosofi. Alla fine della sua difesa in tribunale disse all'imperatore: «Non mi ucciderai, perché io non sono mortale», poi scomparve misteriosamente, ricomparendo poco dopo a Dicearchia (l'attuale Pozzuoli), dove fu salvo.
Filostrato lascia intendere in un'occasione che Apollonio avesse percezioni extrasensoriali. Quando l'imperatore Domiziano fu assassinato il 18 settembre 96 d.C., Apollonio sarebbe stato testimone dell'evento a Efeso "verso mezzogiorno" del giorno in cui avvenne a Roma, e avrebbe detto ai presenti: «Fatevi coraggio, signori, perché il tiranno è stato ucciso oggi…». Sia Filostrato che il famoso storico Cassio Dione riportano questo episodio, probabilmente sulla base di una tradizione orale. Entrambi affermano che il filosofo accolse l'atto come un lodevole tirannicidio.

### Viaggio in India
Filostrato dedica due libri e mezzo degli otto della sua Vita di Apollonio alla descrizione di un viaggio del suo eroe in India. Secondo la Vita di Filostrato, durante il viaggio verso l'Estremo Oriente, Apollonio raggiunse Hierapolis Bambyce (Manbij) in Siria (e non Ninive, come alcuni studiosi credevano), dove incontrò Damis, un nativo di quella città che divenne suo compagno di viaggio e discepolo. Si riteneva che Pitagora, considerato dai neopitagorici il saggio per antonomasia, avesse viaggiato in India: un'impresa del genere faceva apparire Apollonio come un buon pitagorico, che non risparmiava sforzi per scoprire le fonti della pietà e della saggezza orientali. Poiché alcuni dettagli del resoconto di Filostrato sull'avventura indiana sembrano incompatibili con i fatti noti, gli studiosi moderni sono propensi a liquidare l'intera storia come un'invenzione fantasiosa, ma non tutti escludono la possibilità che il filosofo abbia effettivamente visitato l'India. Filostrato lo fa incontrare con certo Fraote, il re indo-partico di Taxila, successore del più noto sovrano Gondofare, intorno al 46 d.C. La descrizione che Filostrato fornisce di Taxila è in linea con i moderni scavi archeologici dell'antico sito.

## L'influenza posteriore
Secoli dopo, alcuni alchimisti avrebbero fatto riferimento alla sua figura, tra cui Geber (Jabir ibn Hayyan), il cui Libro delle pietre è una convoluta analisi di opere alchemiche attribuite ad Apollonio (da lui chiamato Balinas), e Artefio, autore del De Vita Propaganda, che affermava di essere Apollonio stesso. Apollonio viene quindi ritenuto l'ultimo grande iniziato dell'era pre-cristiana e a lui è attribuito il ritrovamento della tavola di smeraldo. Nella letteratura moderna lo citano, tra i tanti altri, il Marchese De Sade, Friedrich Schiller, Jan Potocki, Gustave Flaubert, Guillaume Apollinaire, Costantino Kavafis, H. P. Lovecraft, Antonin Artaud, Ezra Pound, Philip K. Dick e Umberto Eco.